# Tapwave Zodiac
Tapwave Zodiac är en Palm OS 5-baserad handdator, och är den första Palm-baserade enheten utvecklad huvudsakligen för spel- och multimediaändamål; den kan ses som en typ av handhållen spelkonsol. 25 juli 2005 meddelade Tapwave att de slutade tillverka Zodiac.

## Specifikationer
Två versioner av Zodiac fanns, och skiljde endast mellan minnesutrymmet och färgen.
- CPU: Motorola i.MX1 ARM9-processor (200 MHz)
- Minne: Zodiac 1, 32 MiB. Zodiac 2, 128 MiB.
- Grafik: ATI Imageon W4200 (med 8MiB SDRAM)
- Skärm: 3,8-tums 16-bit baklyst skärm, 480 × 320 pixlar
- Ljud: Yamaha, stereoljud
- Trådlös kommunikation: Infraröd, Bluetooth